# Campionato italiano femminile di hockey su ghiaccio 2012-2013
La Campionato italiano femminile di hockey su ghiaccio 2012-2013 è la ventitreesima edizione di questo torneo, organizzato dalla FISG, e vede aumentate le squadre rispetto alla stagione precedente da quattro a cinque.

## Partecipanti
Il torneo, che ha avuto inizio nel mese di settembre, vede coinvolte le stesse quattro compagini della stagione precedente, più il nuovo ingresso della squadra di Sesto San Giovanni, HC Diavoli Black Widows. L'HC Agordo, per problemi al palazzetto del ghiaccio, pur mantenendo la denominazione si trasferisce nella vicina Feltre, ed entra nell'orbita dell'HC Feltreghiaccio.
 Agordo
 Lakers
 EV Bozen Eagles
 Diavoli Black Widows
 Real Torino F.

## Formula
La formula prevede un doppio girone di andata e ritorno (con eliminazione della squadra ultima classificata al termine del primo girone), seguito dai play-off per tutte e quattro le squadre rimaste, con semifinali e finale al meglio delle tre gare. A gennaio 2013 il campionato viene sospeso per la disputa della Coppa Italia.

## Regular season

### Primo girone
| Squadre           | Agordo           | Appiano                 | Black Widows      | EV Bozen Eagles       | Real Torino      |
| ----------------- | ---------------- | ----------------------- | ----------------- | --------------------- | ---------------- |
| HC Agordo         |                  | 4:3 (08/12/2012)        | 9:2 (29/09/2012)  | 0:9 (19/11/2012)      | 2:7 (13/10/2012) |
| HC Appiano Lakers | 3:1 (21/10/2012) |                         | 4:1 (18/11/2012)  | 1:3 (24/09/2012)      | 2:4 (17/11/2012) |
| Black Widows      | 6:8 (02/12/2012) | 1:3 (23/12/2012)        |                   | 0:11 (21/10/2012)     | 2:5 (09/12/2012) |
| EV Bozen Eagles   | 6:3 (23/12/2012) | 6:1 (02/12/2012)        | 9:0 (17/11/2012)  |                       | 3:1 (18/11/2012) |
| Real Torino       | 4:3 (01/12/2012) | 0:1 d.t.s. (22/12/2012) | 10:0 (14/10/2012) | 1:2 d.r. (20/10/2012) |                  |

Legenda: d.t.s.= dopo i tempi supplementari; d.r.= dopo i tiri di rigore

#### Classifica al termine della prima fase
|    |                      |       |    |   |     |     |   |    |    |
|    | Teams                | Punti | PG | V | VOT | POT | P | GF | GS |
| 1. | EV Bozen Eagles      | 23    | 8  | 7 | 1   | 0   | 0 | 49 | 7  |
| 2. | Real Torino F.       | 17    | 8  | 5 | 0   | 2   | 1 | 32 | 15 |
| 3. | Lakers               | 11    | 8  | 3 | 1   | 0   | 4 | 18 | 20 |
| 4. | Agordo               | 9     | 8  | 3 | 0   | 0   | 5 | 30 | 40 |
| 5. | Diavoli Black Widows | 0     | 8  | 0 | 0   | 0   | 8 | 12 | 59 |

Legenda: PG = partite giocate; V = vittorie conseguite nei tempi regolamentari; VOT= vittorie conseguite ai tempi supplementari o ai rigori; POT = sconfitte subite ai tempi supplementari o ai rigori; P = sconfitte subite nei tempi regolamentari; GF = reti segnate; GS = reti subite
Le Diavoli Black Widows sono eliminate.

### Secondo girone
| Squadre           | Agordo           | Appiano          | Black Widows | EV Bozen Eagles       | Real Torino      |
| ----------------- | ---------------- | ---------------- | ------------ | --------------------- | ---------------- |
| HC Agordo         |                  | 0:7 (10/02/2013) |              | 1:8 (14/01/2013)      | 7:6 (24/02/2013) |
| HC Appiano Lakers | 4:1 (16/02/2013) |                  |              | 2:10 (18/02/2013)     | 4:1 (23/02/2013) |
| Black Widows      |                  |                  |              |                       |                  |
| EV Bozen Eagles   | 7:0 (22/02/2013) | 7:1 (12/01/2013) |              |                       | 3:4 (20/01/2013) |
| Real Torino       | 3:0 (02/02/2013) | 3:2 (03/02/2013) |              | 3:2 d.r. (05/01/2013) |                  |

Legenda: d.t.s.= dopo i tempi supplementari; d.r.= dopo i tiri di rigore

#### Classifica seconda fase
|    |                 |       |    |    |     |     |    |    |    |
|    | Teams           | Punti | PG | V  | VOT | POT | P  | GF | GS |
| 1. | EV Bozen Eagles | 36    | 14 | 11 | 1   | 1   | 1  | 86 | 18 |
| 2. | Real Torino F.  | 28    | 14 | 8  | 1   | 2   | 3  | 52 | 33 |
| 3. | Lakers          | 20    | 14 | 6  | 1   | 0   | 7  | 38 | 42 |
| 4. | Agordo          | 12    | 14 | 4  | 0   | 0   | 10 | 39 | 75 |

Legenda: PG = partite giocate; V = vittorie conseguite nei tempi regolamentari; VOT= vittorie conseguite ai tempi supplementari o ai rigori; POT = sconfitte subite ai tempi supplementari o ai rigori; P = sconfitte subite nei tempi regolamentari; GF = reti segnate; GS = reti subite

## Play off
Inizialmente i play off erano stati previsti a partire dal 2 marzo. La qualificazione delle Eagles Bolzano alle finali di EWHL ha fatto slittare il tutto di una settimana.
|  | Semifinali | Semifinali     | Semifinali | Semifinali | Semifinali |  |  | Finale | Finale         | Finale | Finale | Finale |  |
|  |            |                |            |            |            |  |  |        |                |        |        |        |  |
|  | 1          | EV Bozen       | EV Bozen   | 8          | 4          |  |  |        |                |        |        |        |  |
|  | 4          | Agordo         | Agordo     | 1          | 2          |  |  | 1      | EV Bozen       | 4‡     | 3      | 7      |  |
|  | 2          | Real Torino F. | 2          | 4          | 7          |  |  | 2      | Real Torino F. | 3      | 4      | 3      |  |
|  | 3          | Lakers         | 4          | 3          | 2          |  |  |        |                |        |        |        |  |

Legenda:
†: vittoria ai tempi supplementari; ‡: vittoria dopo i tiri di rigore

### Semifinali

#### Bolzano-Agordo/Feltre
| Arbitri: | Cristiano Biacoli Luca Zatta |

|                                                 |           | |
| S. Toffano (F. Zandegiacomo, L. De Rocco) 58:20 | Marcatori | 00:36 F. Stocker (E. Bonafini, D. Da Rugna) 12:26 E. Bonafini (C. Furlani, B. Larger) 20:20 B. Larger (E. Bonafini, C. Furlani) 21:24 C. Furlani (E. Bonafini, H. Elliscasis) 25:50 B. Larger (H. Elliscasis, E. Bonafini) 26:52 C. Furlani (E. Bonafini, D. Da Rugna) 38:17 C. Furlani (F. Stocker, D. Da Rugna) 44:12 B. Larger (C. Furlani, E. Bonafini) |

| Arbitri: | Laura Sartori Helga Tschörner |

| |           |                                                                                   |
| D. Da Rugna (H. Elliscasis, G. Battisti) 14:23 A. Orlandini (E. Bonafini) 23:15 A. Orlandini (M. Angeloni, N. Zaccherini) 53:46 A. Orlandini 56:23 | Marcatori | 38:49 F. Zandegiacomo (H. Caldart) 40:28 F. Zandegiacomo (H. Caldart, S. Toffano) |

#### Torino-Appiano
| Arbitri: | Helga Tschörner Maurizio Santi |

| |           |                                                                                        |
| T. Larger (C. Pelanda) 10:01 C. Pelanda (D. Prossliner) 14:22 C. Pelanda 18:16 D. Prossliner 44:21 | Marcatori | 08:11 D. Orifici (Eli. Ballardini, M. Masperi) 08:11 Ele. Ballardini (A. De la Forest) |

| Arbitri: | Mauro Costa Marco Montesi |

| |           | |
| A. De la Forest 14:00 Ele. Ballardini rig 16:52 A. De la Forest (M. Masperi) 24:47 V. Galliana (M. Masperi, Eli. Ballardini) 40:50 | Marcatori | 19:35 C. Theiner (C. Pelanda, A. Gasperini) 37:51 L. Covi (T. Larger, M. Pernstich) 59:57 T. Larger (L. Jaitner, C. Theiner) |

| Arbitri: | Mauro Costa Marco Montesi |

| |           |                                                                       |
| C. Rossi (A. De la Forest) 17:06 V. Galliana (A. De la Forest) 23:14 Eli. Ballardini (M. Masperi, V. Galliana) 27:56 A. De la Forest (A. Noto) 30:23 A. De la Forest 43:27 C. Rossi (D. Orifici, V. Avanzi) 51:40 Eli. Ballardini 59:53 | Marcatori | 4:33 B. Hafner (M. Pernstich) 5:59 A. Gasperini (C. Theiner, T. Wild) |

### Finale 3º/4º posto
| Arbitro: | Helga Tschörner |

|                |           |                                                                           |
| B. Hafner 3:52 | Marcatori | 0:32 F. Zandegiacomo 35:56 F. Zandegiacomo (L. De Rocco) 59:46 H. Caldart |

### Finale
| Arbitro: | W. Vinicio Volcan |

| |                |                                                                            |
| A. De la Forest (V. Avanzi, Ele. Ballardini) 25:25 D. Orifici (Eli. Ballardini, F. Galtieri) 41:26 Eli. Ballardini 57:11 | Marcatori      | 3:25 C. Furlani (B. Larger) 10:08 C. Furlani (B. Larger) 44:44 E. Bonafini |
| Ele. Ballardini Eli. Ballardini A. De la Forest V. Galliana                                                              | Shootout 0 – 2 | E. Bonafini N. Zaccherini B. Larger C. Furlani                             |

| Arbitri: | Helga Tschörner Laura Sartori |

| |           | |
| D. Da Rugna (C. Furlani, B. Larger) 33:46 C. Furlani (D. Da Rugna, B. Larger) 37:41 B. Larger (G. Battisti, A. Orlandini) | Marcatori | 11:45 A. De la Forest (A. Di Mase, M. Masperi) 19:47 A. De la Forest (D. Orifici, Ele. Ballardini) 41:19 F. Galtieri 51:19 A. De la Forest |

| Arbitri: | Helga Tschörner Laura Sartori |

| |           |                                                                                         |
| E. Bonafini (B. Larger) 3:31 H. Elliscasis (F. Stocker, E. Bonafini) 29:13 B. Larger (C. Furlani, M. Angeloni) 36:31 E. Bonafini (C. Furlani, B. Larger) 44:13 D. Da Rugna (B. Larger, N. Zaccherini) 47:35 B. Larger (M. Angeloni) 51:09 A. Orlandini (B. Larger, C. Furlani) 58:08 | Marcatori | 21:07 A. De la Forest (V. Galliana) 29:15 M. Masperi 36:19 A. De la Forest (M. Masperi) |

L'EV Bozen Eagles vincono il loro quarto scudetto.